# Rigadin et la Baguette magique
Pour plus de détails, voir Fiche technique et Distribution.
Rigadin et la Baguette magique est un film muet français réalisé par Georges Monca, sorti en 1912.

## Fiche technique
- Titre : Rigadin et la Baguette magique
- Réalisation : Georges Monca
- Scénario : Charles Prince
- Photographie :
- Montage :
- Société de production : Pathé Frères
- Société de distribution : Pathé Frères
- Pays de production :  France
- Langue : film muet avec les intertitres en français
- Métrage : 165 mètres
- Format : Noir et blanc — 35 mm — 1,33:1 — Muet
- Genre :  Comédie
- Durée : 5 minutes et 30 secondes
- N° de catalogue Pathé : 4875
- Date de sortie : 
  - France : 8 mars 1912

## Distribution
- Charles Prince : Rigadin
- Germaine Reuver : Madame Rigadin
- Aurèle Sidney : la magicienne
- Gaston Dupray : un invité
- Gilbert Dalleu
- Gabrielle Debrives